# Laiaküla

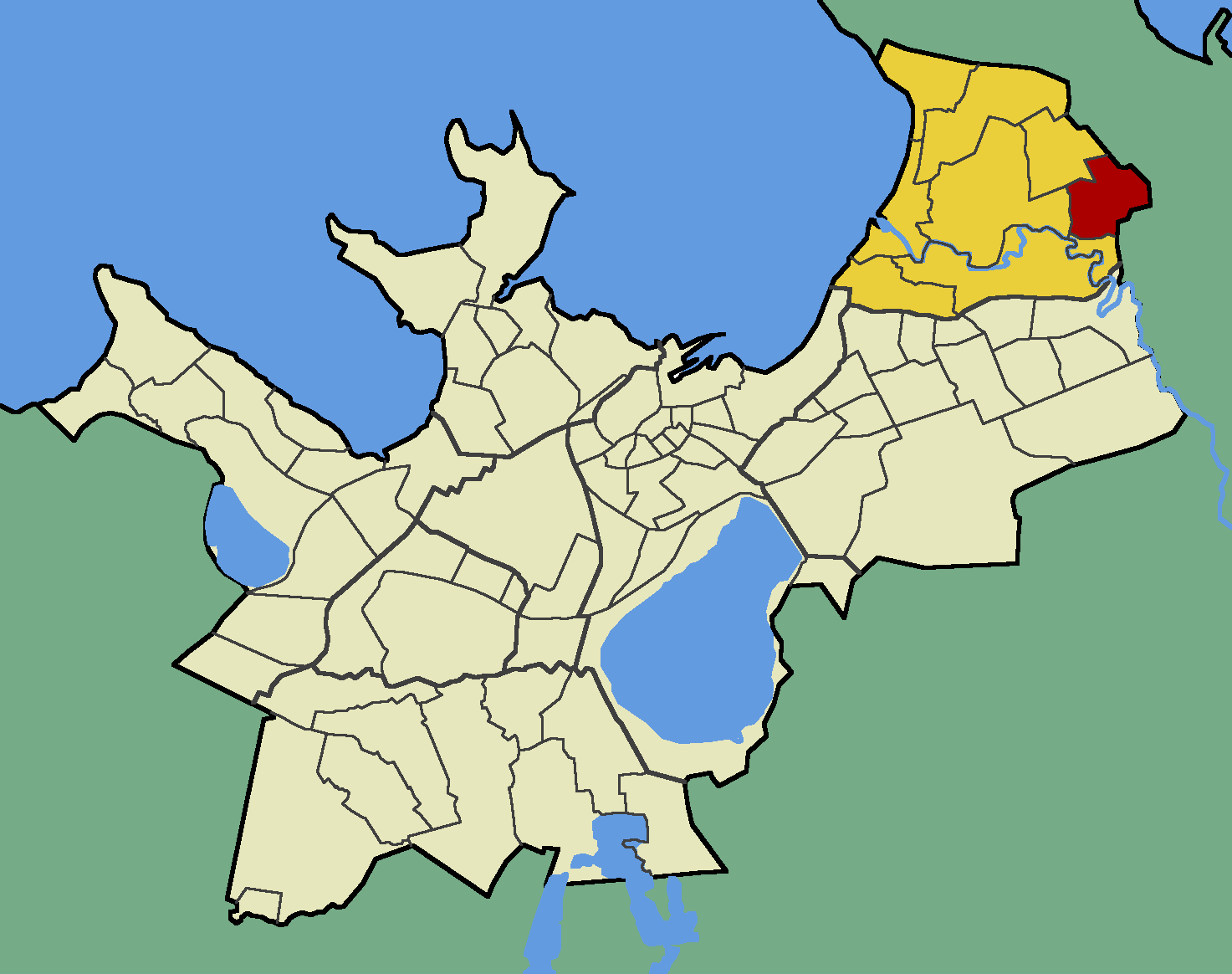
Lage von Laiaküla (rot) im Tallinner Stadtteil Pirita (gelb)

Laiaküla ist ein Stadtbezirk (estnisch asum) der estnischen Hauptstadt Tallinn. Der Bezirk liegt im Stadtteil Pirita.

## Bezirk
Laiaküla (wörtlich „breites Dorf“) ist dünn besiedelt. Der Stadtbezirk hat heute 134 Einwohner (Stand 1. Mai 2010). Er liegt an der östlichen Stadtgrenze Tallinns.
Das ehemalige Dorf Laiaküla befand sich zwischen den Dörfern Lepiku und Iru. Nach einer Statistik vom Juni 1920 wohnten in Laikaüla lediglich drei Familien. 1930 war ihre Zahl auf acht Höfe angewachsen. Ein Dorfkern zwischen den weit verstreuten Anwesen existierte nicht. Erst nach der Eingemeindung in die Stadt Tallinn wurde die Gegend mit weiteren Wohnhäusern ausgebaut.
Zum Gebiet des Bezirks gehören auch Teile des Friedhofs Pärnamäe und des Botanischen Garten Tallinns.